# Heinrich Hoeftman
Heinrich Hoeftman (Klaipėda, 2 aprile 1851 – Königsberg, 17 settembre 1917) è stato un medico tedesco.

## Biografia
Studiò medicina per un semestre all'Università di Lipsia, poi fu volontario della guerra franco-prussiana. Nel 1871 riprende gli studi presso l'Università di Königsberg, ricevendo il dottorato nel 1876 con la tesi "Ueber Ganglien und chronisch fungöse Sehnenscheiden-Entzündung". Dopo la laurea, lavorò per diversi mesi sotto il chirurgo Theodor Billroth a Vienna, poi tornò a Königsberg come assistente di Karl Schönborn, presso l'ospedale universitario.
Nel 1880 apre la propria pratica medica a Königsberg e due anni dopo si occupò di una clinica privata che ebbe un laboratorio ortopedico, un'istituzione ginnica e un ospedale ortopedico moderno con 120 posti letto. Come medico, si specializzò nella protesi dell'arto inferiore.
Nel 1901 fu membro fondatore della Deutsche Orthopädischen Gesellschaft (Società Ortopedica tedesca) e nel 1910 diventò professore di ortopedia presso l'Università di Königsberg. Durante la prima guerra mondiale servì come ortopedico del Primo Corpo dell'esercito.